# Данкан-Лейк 2
Данкан-Лейк 2 (англ. Duncan Lake 2) — індіанська резервація в Канаді, у провінції Британська Колумбія, у межах регіонального округу Балклі-Нечако.

## Населення
За даними перепису 2016 року, індіанська резервація нараховувала 5 осіб, показавши скорочення на 50,0%, порівняно з 2011-м роком. Середня густина населення становила 7,5 осіб/км².

## Клімат
Середня річна температура становить 2,5°C, середня максимальна – 18,4°C, а середня мінімальна – -17,3°C. Середня річна кількість опадів – 489 мм.
| Клімат поселення                              | Клімат поселення | Клімат поселення | Клімат поселення | Клімат поселення | Клімат поселення | Клімат поселення | Клімат поселення | Клімат поселення | Клімат поселення | Клімат поселення | Клімат поселення | Клімат поселення | Клімат поселення |
| Показник                                      | Січ.             | Лют.             | Бер.             | Квіт.            | Трав.            | Черв.            | Лип.             | Серп.            | Вер.             | Жовт.            | Лист.            | Груд.            |                  |
| Середній максимум, °C                         | −3,62            | 0,17             | 4,69             | 9,97             | 14,63            | 18,36            | 17,99            | 17,56            | 13,24            | 7,78             | 0,36             | −5,36            |                  |
| Середня температура, °C                       | −10,47           | −6,68            | −2,18            | 3,11             | 7,78             | 11,51            | 13,84            | 13,40            | 9,08             | 3,65             | −3,8             | −9,52            |                  |
| Середній мінімум, °C                          | −17,32           | −13,54           | −9,02            | −3,73            | 0,92             | 4,66             | 9,68             | 9,27             | 4,94             | −0,5             | −7,94            | −13,66           |                  |
| Норма опадів, мм                              | 47               | 29               | 26               | 20               | 38               | 54               | 48               | 41               | 44               | 47               | 49               | 46               |                  |
| Середньомісячна швидкість вітру, м/с          | 1.70             | 1.77             | 1.92             | 2.10             | 2.10             | 2.10             | 2.00             | 1.81             | 1.74             | 1.86             | 1.83             | 1.70             |                  |
| Середньомісячна сонячна радіація, кДж/м²·день | 2256             | 4836             | 9437             | 14495            | 18131            | 19690            | 19220            | 16158            | 10762            | 5586             | 2577             | 1596             |                  |
| --------------------------------------------- | ---------------- | ---------------- | ---------------- | ---------------- | ---------------- | ---------------- | ---------------- | ---------------- | ---------------- | ---------------- | ---------------- | ---------------- | ---------------- |
| Джерело:                                      |                  |                  |                  |                  |                  |                  |                  |                  |                  |                  |                  |                  |                  |